# Ligne 1 du tramway de Marseille
Pour les articles homonymes, voir Ligne 1.
La ligne 1 du tramway de Marseille reprend le parcours de la dernière ligne de l'ancien tramway de Marseille (ligne 68), prolongé vers l'Est. Elle relie les Caillols (à l'est de la ville) à l'hyper-centre en empruntant le tunnel de la Plaine pour arriver directement sous la Canebière.

## Histoire
Le « chemin de fer de l'Est-Marseille » fut un des tout premiers tramways à circuler à Marseille. Mis en service le 23 décembre 1893, il avait son origine en centre-ville, face au marché des Capucins, dans une gare semi-enterrée dite « Gare de l'Est », passait sous le quartier de la Plaine par un tunnel de plus de 500 mètres, parcourait de bout en bout le boulevard Chave, passait sous le chemin de fer du Prado, et terminait devant l'entrée du cimetière Saint-Pierre. Les rames étaient tractées par des locomotives à accumulation de vapeur Lamm et Franck, qui se rechargeaient à chaque voyage au terminus Saint-Pierre.
La compagnie de l'Est fut déclarée en faillite le 2 mars 1904, et la ligne dévolue à la Compagnie générale française de tramways (CGFT), déjà exploitante de plusieurs lignes de tramways électriques dans Marseille. La CGFT fit ramener l'écartement des voies de 2,10 à 1,43 mètre, et la ligne, électrifiée, fut mise en service le 29 octobre 1904 sous le numéro 68. La fréquence des rames était de une toutes les 5 minutes.
Le 10 juin 1905, la CGFT ouvrit une ligne numéro 40, qui doublait le 68 de Noailles à Saint-Pierre, puis poursuivait vers la Pomme, et rejoignait à la Valbarelle la ligne 39 Castellane - Aubagne. Son succès fut tel qu'à partir du 3 mai 1909 le 39 fut limité à la Penne, et le 40 assura seul la liaison entre Marseille et Aubagne. Après la seconde guerre mondiale, le 40 fut progressivement doublé par des autobus, et définitivement arrêté le 23 juin 1958.
Le 68 survécut seul au démantèlement du réseau, grâce à sa portion en tunnel ainsi qu'à ses portions en site propre entre la Blancarde et Saint-Pierre. Lors de la réalisation du métro de Marseille, il fut décidé de créer une correspondance avec le métro. Le terminus de Noailles fut ainsi déplacé d'une centaine de mètres, de l'ancienne Gare de l'Est — bâtiment encore existant — au-dessus de l'actuelle station de métro Noailles.

## La nouvelle ligne

### Fermeture de l'ancienne ligne 68 le 8 janvier 2004
Noailles ↔ Saint-Pierre
Le projet de nouveau réseau de tramways conservait le tracé du 68, avec un nouveau prolongement vers l'est. Cependant la mise aux normes, notamment du tunnel sous la Plaine, nécessita l'arrêt complet du 68 pendant la période de reconstruction de la ligne. Le dernier 68 circula le 8 janvier 2004.

### Mise en service de la première ligne provisoire unique - 30 juin 2007
|  Euroméditerranée-Gantès ↔ Les Caillols
Mise en service d'une première ligne reliant le terminus nord provisoire Euroméditerranée-Gantès au terminus est Les Caillols. Entre La Blancarde et Saint-Pierre, la ligne reprend le tracé de l'ancien 68. De Saint-Pierre à la Grognarde, elle a été construite en bordure d'une voie nouvelle. Puis elle est de nouveau en site propre sur voie urbaine (boulevard Berthier, avenue William-Booth) jusqu'au terminus des Caillols. Cette ligne est longue de 8,8 km.

### Le premier tronçon de la ligne 1 du tramway - 8 novembre 2007
Eugène Pierre ↔ Sainte-Thérèse
L'ouverture du tronçon du boulevard Chave, avec raccordement à La Blancarde, permettant la mise en service d'une deuxième ligne de Eugène Pierre à Sainte-Thérèse, avec correspondance aux stations Blancarde (par cheminement) et Sainte-Thérèse (à quai). La restructuration du tunnel de Noailles n'étant pas achevée, des travaux supplémentaires ont dû être réalisés pour transformer la station Eugène Pierre en terminus provisoire.

### Mise en place de la configuration définitive avec la réouverture du tunnel de la Plaine - 28 septembre 2008
Noailles ↔ Les Caillols
L'ouverture du tunnel de La Plaine entre Noailles et Eugène-Pierre. La ligne T1, ayant pour origine Noailles, a repris la desserte de l'antenne vers Les Caillols, et la ligne T2 Euroméditerranée-Arenc devient limitée à La Blancarde, où les deux lignes sont en correspondance. Le réseau mesure désormais 11,9 kilomètres.

## Itinéraire et stations
La station Saint-Pierre dessert, en outre du cimetière Saint-Pierre et du dépôt des bus, le dépôt des tramways ainsi que le poste de commande centralisé dédié au contrôle des circulations du réseau du tramway (le tout s'étendant sur 3,2 hectares). La ligne T1 comporte 14 stations en voie double, excepté le tunnel de la Plaine qui est à voie unique.
|  |   |  | Stations       | Lat/Long                    | Arrondissement | Correspondances |
|  | - |  | -------------- | --------------------------- | -------------- | --- |
|  | ■ |  | Noailles       | 43° 17′ 49″ N, 5° 22′ 52″ E | 1er            | Métro de Marseille · Ligne 2 du métro de Marseille · Tramway de Marseille · Ligne 2 du tramway de Marseille · Autobus de Marseille · Ligne 81 |
|  | • |  | Eugène-Pierre  | 43° 17′ 43″ N, 5° 23′ 23″ E | 5e             | |
|  | • |  | Camas          | 43° 17′ 43″ N, 5° 23′ 36″ E | 5e             | |
|  | • |  | George         | 43° 17′ 44″ N, 5° 23′ 50″ E | 5e             | Autobus de Marseille · Ligne 52 |
|  | • |  | Jean Martin    | 43° 17′ 45″ N, 5° 24′ 06″ E | 5e             | Autobus de Marseille · Ligne 72 |
|  | • |  | La Blancarde   | 43° 17′ 45″ N, 5° 24′ 22″ E | 5e             | Parc relais Blancarde |
|  | • |  | Sainte-Thérèse | 43° 17′ 39″ N, 5° 24′ 35″ E | 5e             | |
|  | • |  | Saint-Pierre   | 43° 17′ 31″ N, 5° 24′ 51″ E | 5e             | Autobus de Marseille · Ligne 12 · Ligne 12B · Ligne 12S · Ligne 40 · Bus de nuit 540                                                          |
|  | • |  | La Parette     | 43° 17′ 42″ N, 5° 25′ 09″ E | 12e            | |
|  | • |  | La Boiseraie   | 43° 17′ 42″ N, 5° 25′ 21″ E | 12e            | |
|  | • |  | Air-Bel        | 43° 17′ 40″ N, 5° 25′ 44″ E | 12e            | |
|  | • |  | La Grognarde   | 43° 17′ 41″ N, 5° 25′ 57″ E | 12e            | 240 |
|  | • |  | William-Booth  | 43° 17′ 34″ N, 5° 26′ 13″ E | 11e            | |
|  | ■ |  | Les Caillols   | 43° 17′ 41″ N, 5° 26′ 39″ E | 11e            | 240 |

## Galerie d'image de la ligne 68 et ligne 1

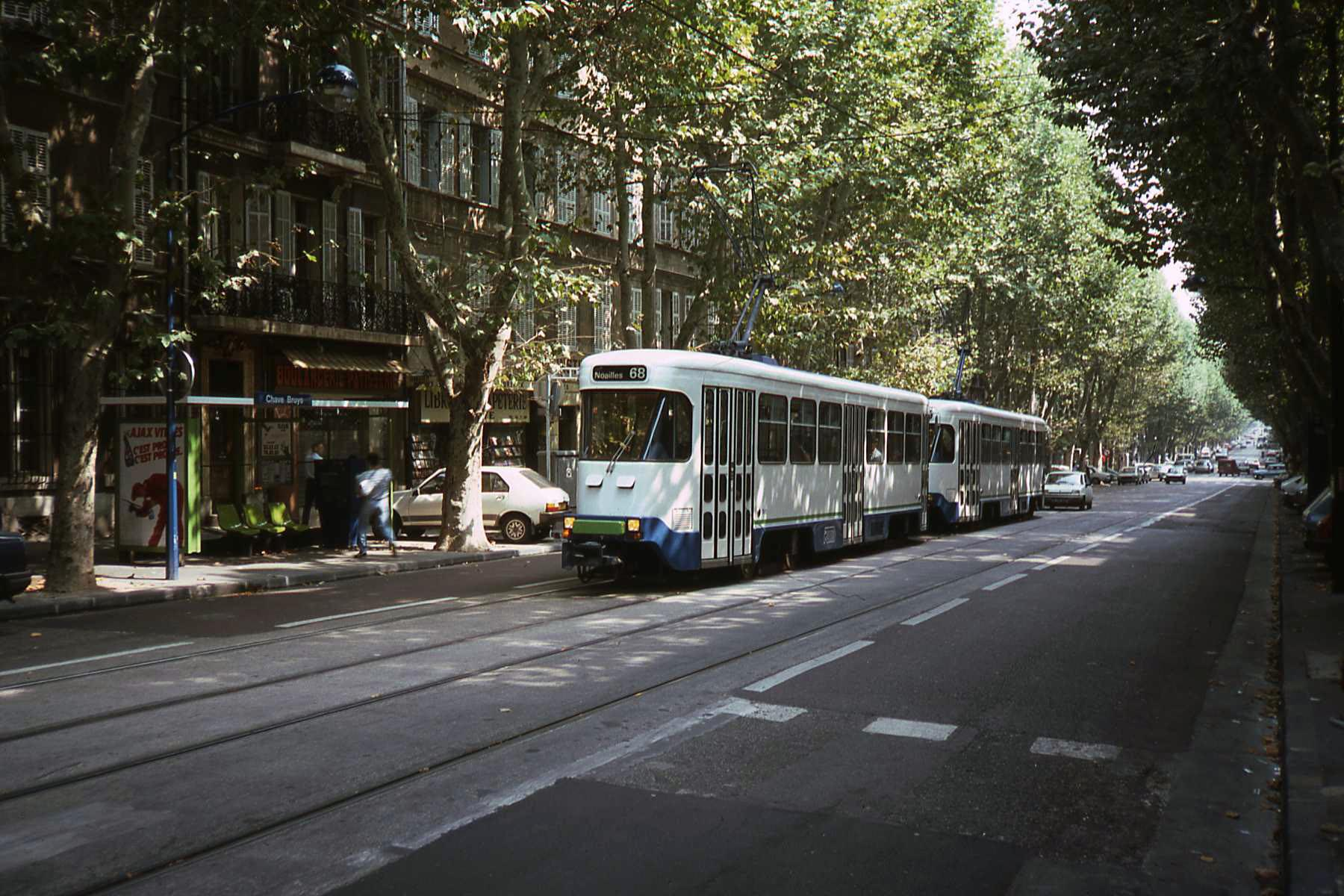
Tramway « 68 » en circulation sur le Boulevard Chave.
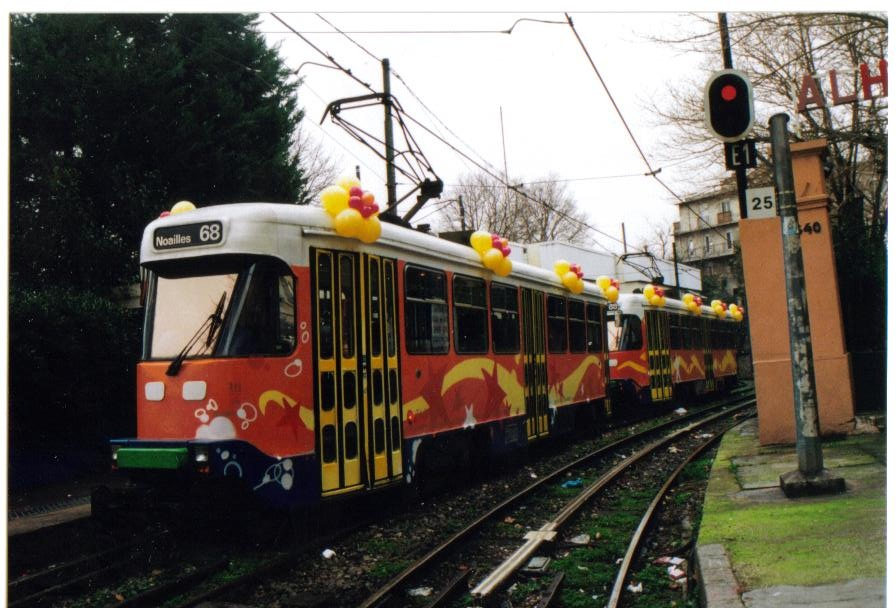
Le dernier « 68 » à la Blancarde le 8 janvier 2004.
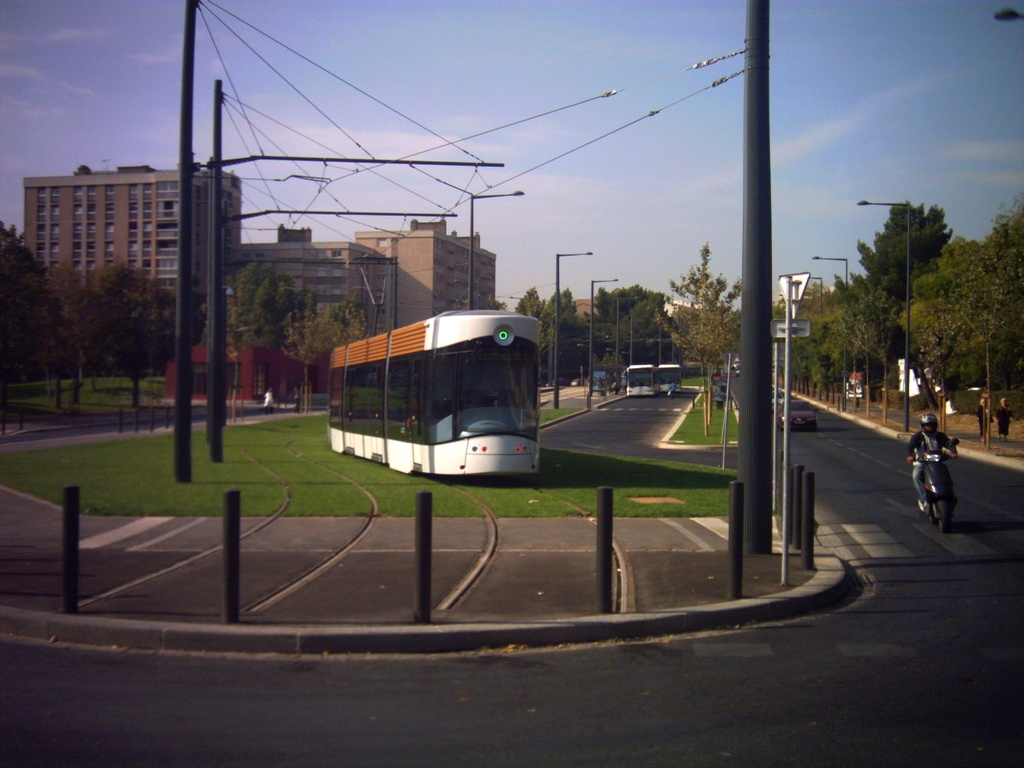
Tramway au terminus des Caillols.
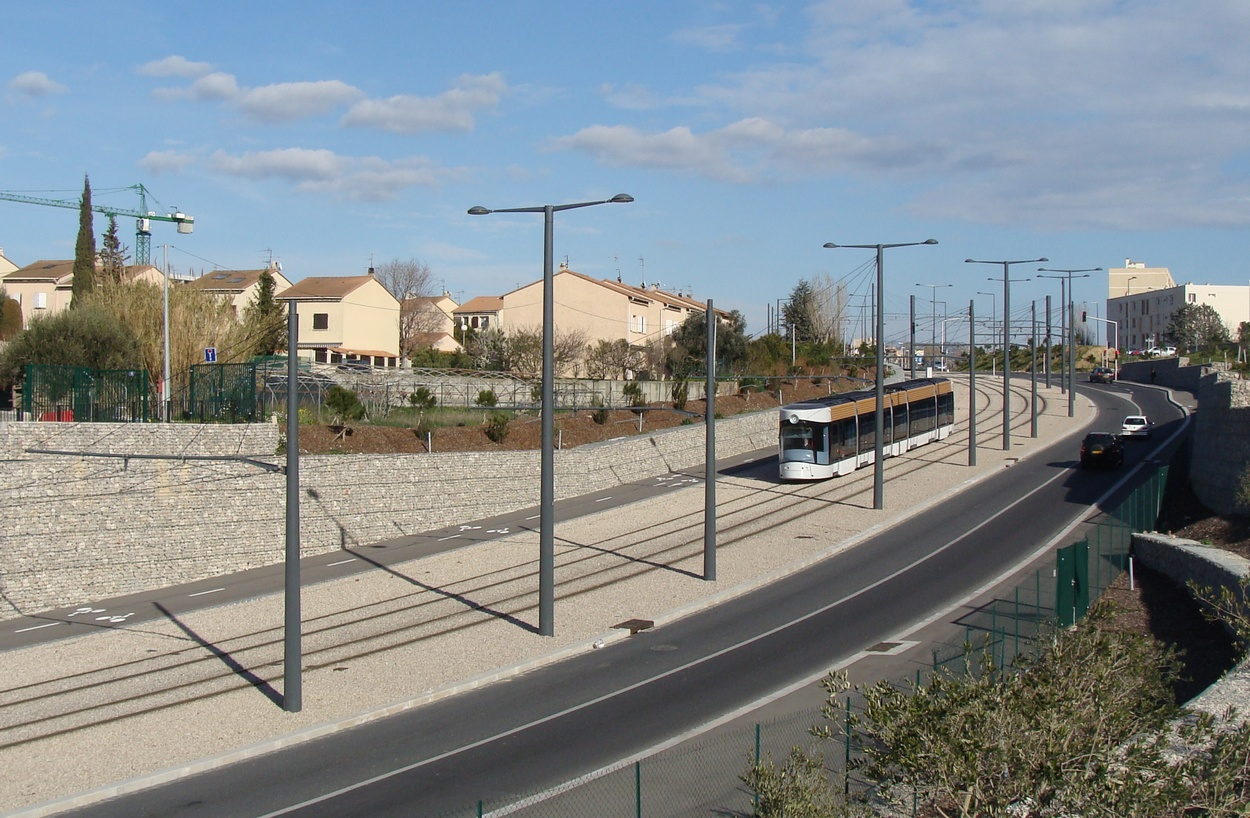
Le tramway après la station Air Bel en direction de Noailles.
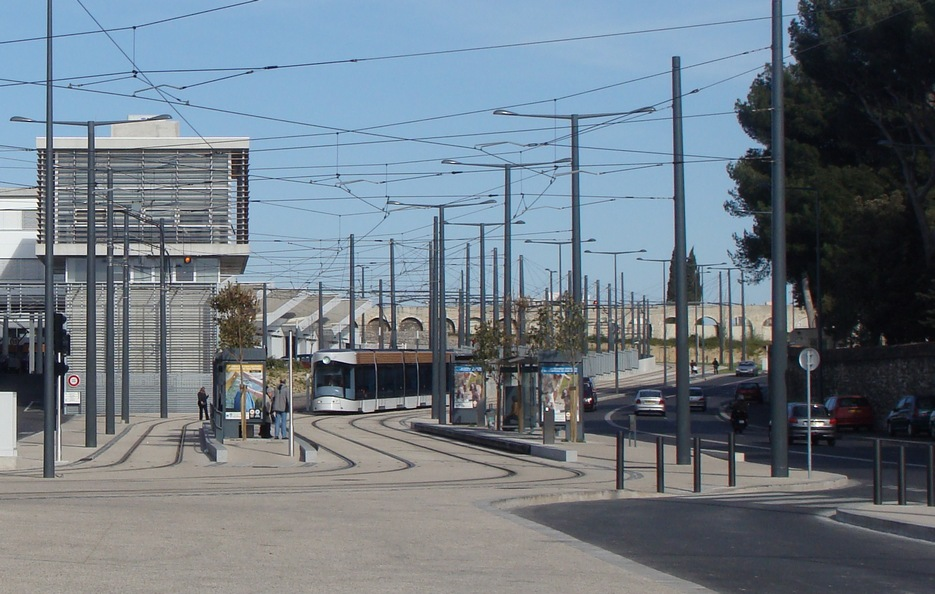
Le tramway arrivant à la station Saint-Pierre, au fond le centre de commande et le dépôt de tramway.
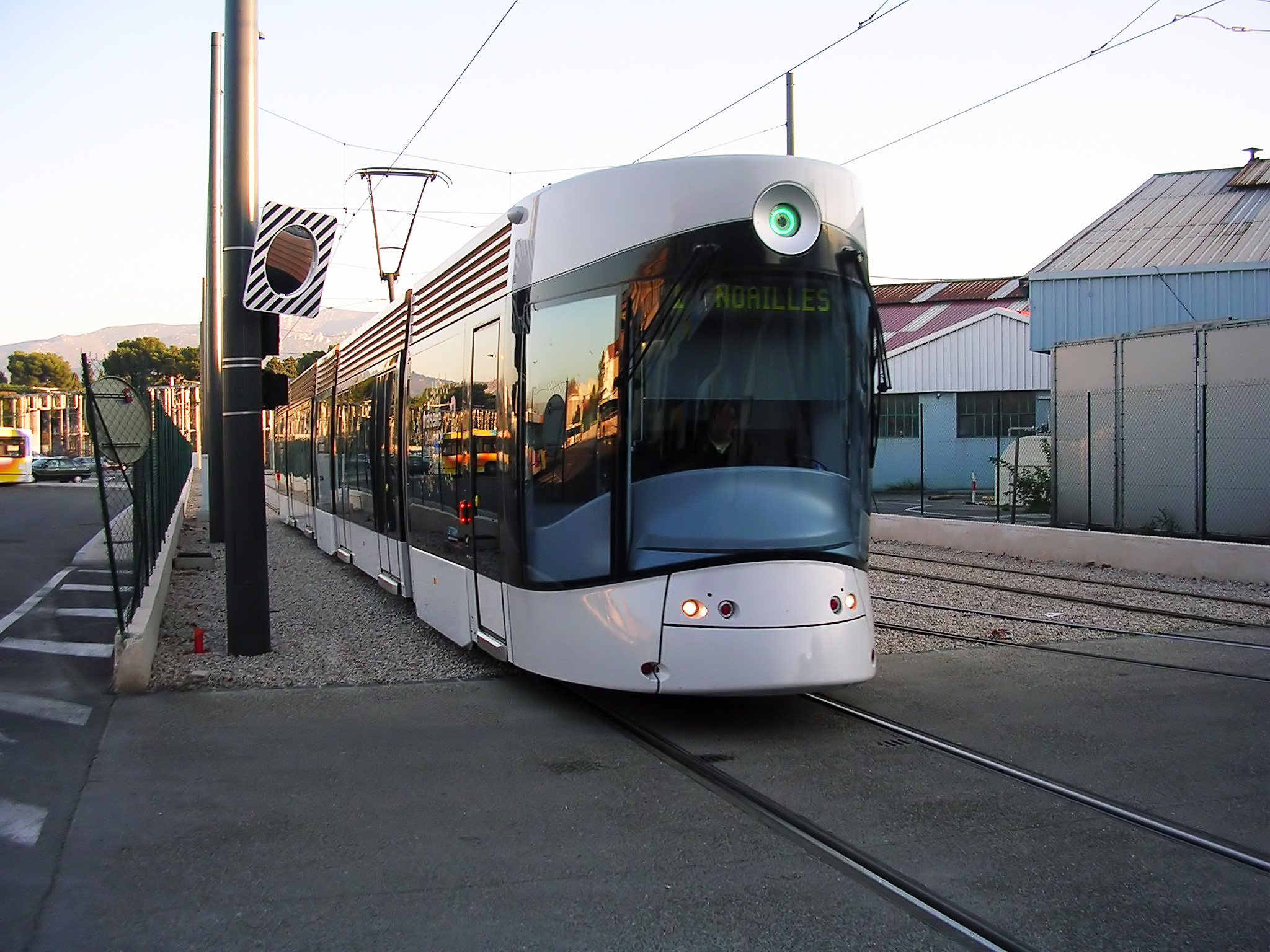
Le tram après la station Saint-Pierre en direction de Noailles.
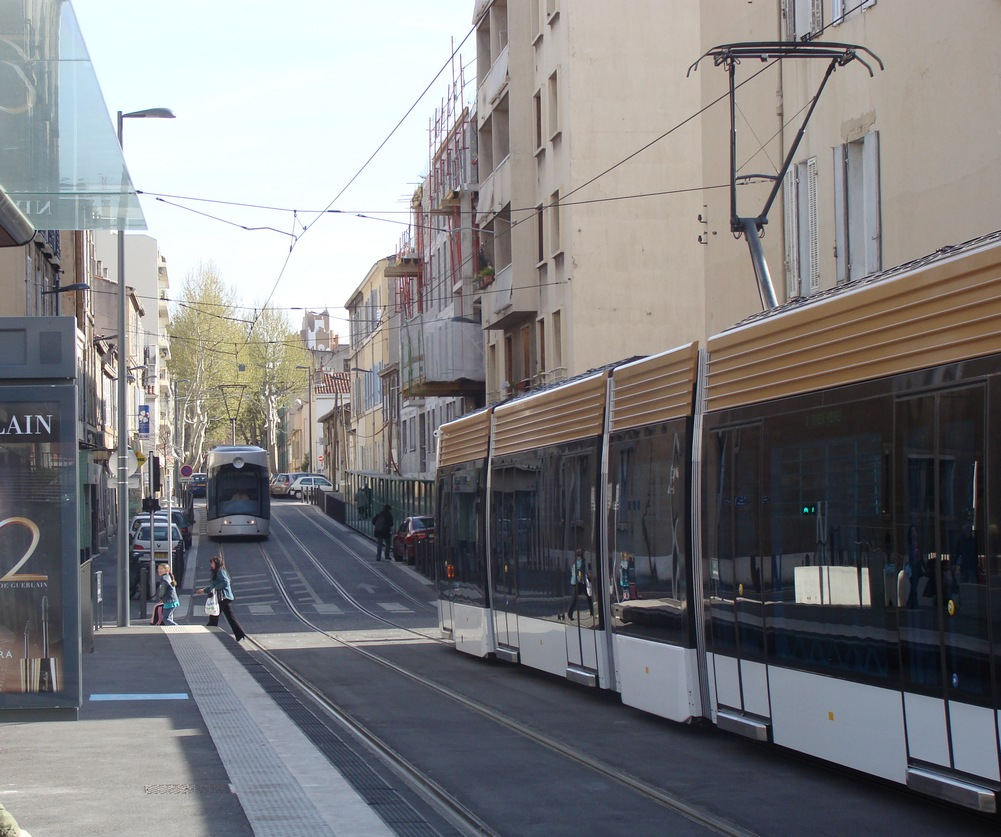
Croisement de rames à la station Sainte-Thérèse.
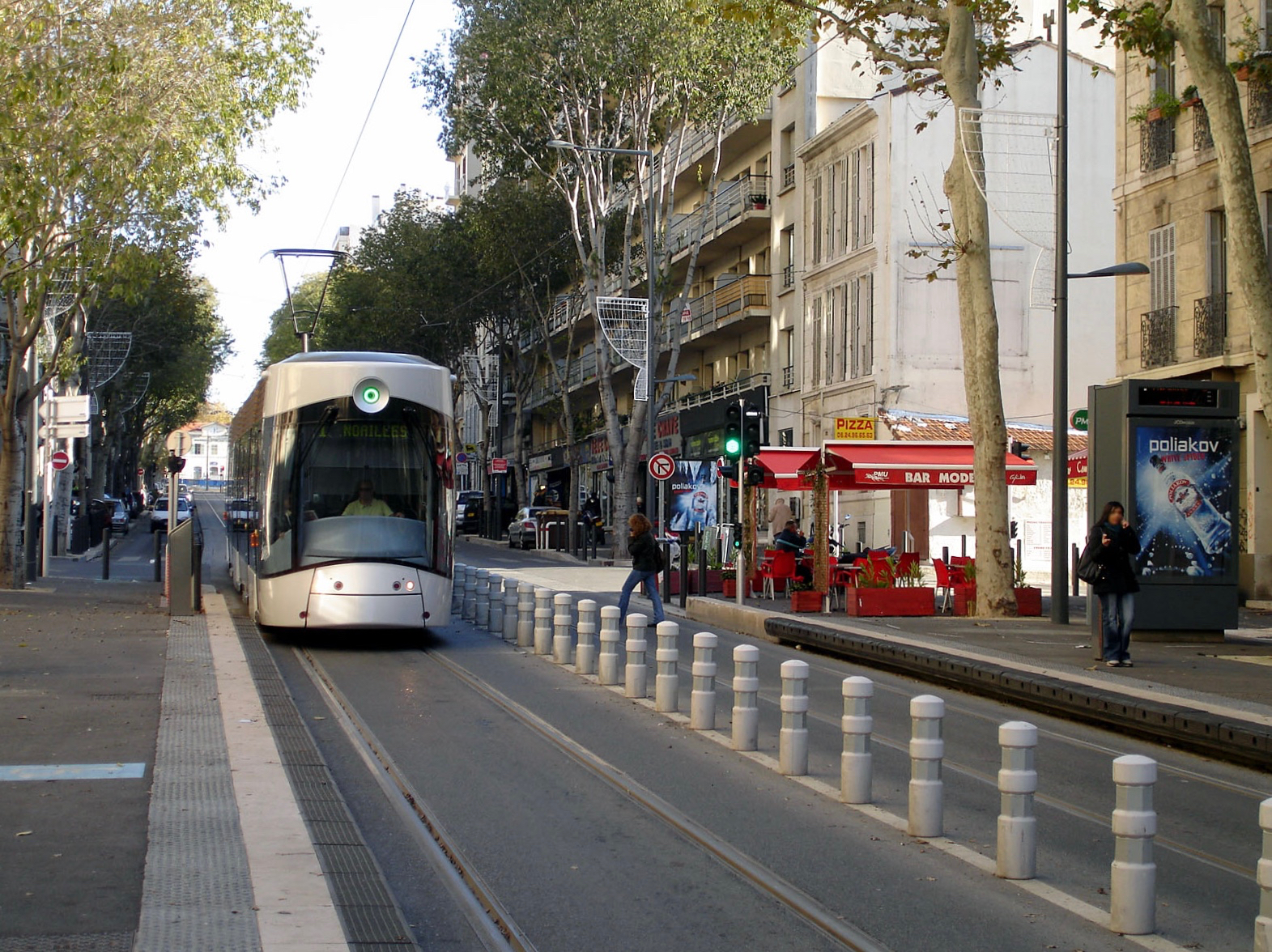
Le tram à la station Jean Martin.
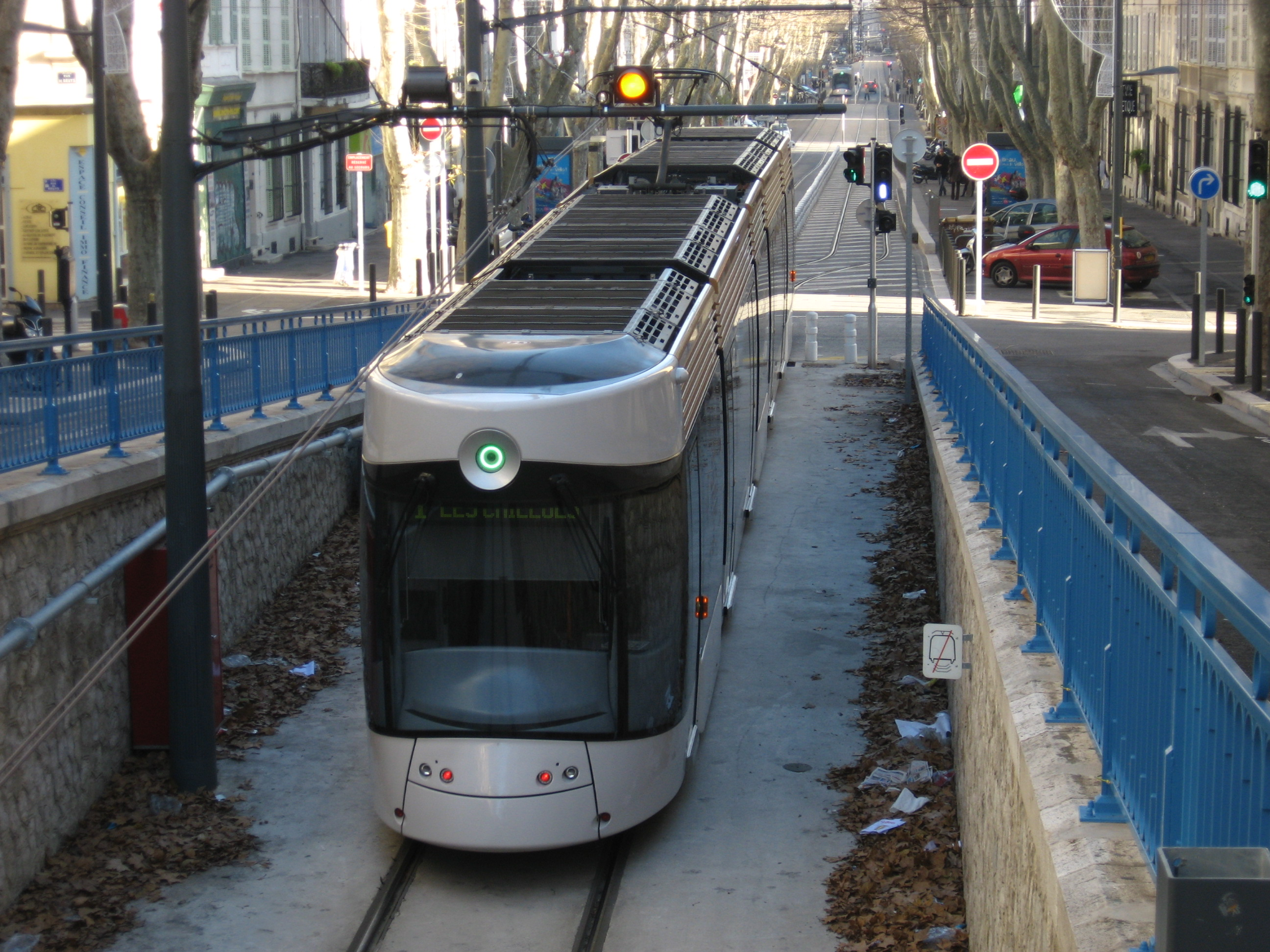
Tramway à l'entrée du tunnel Noailles.
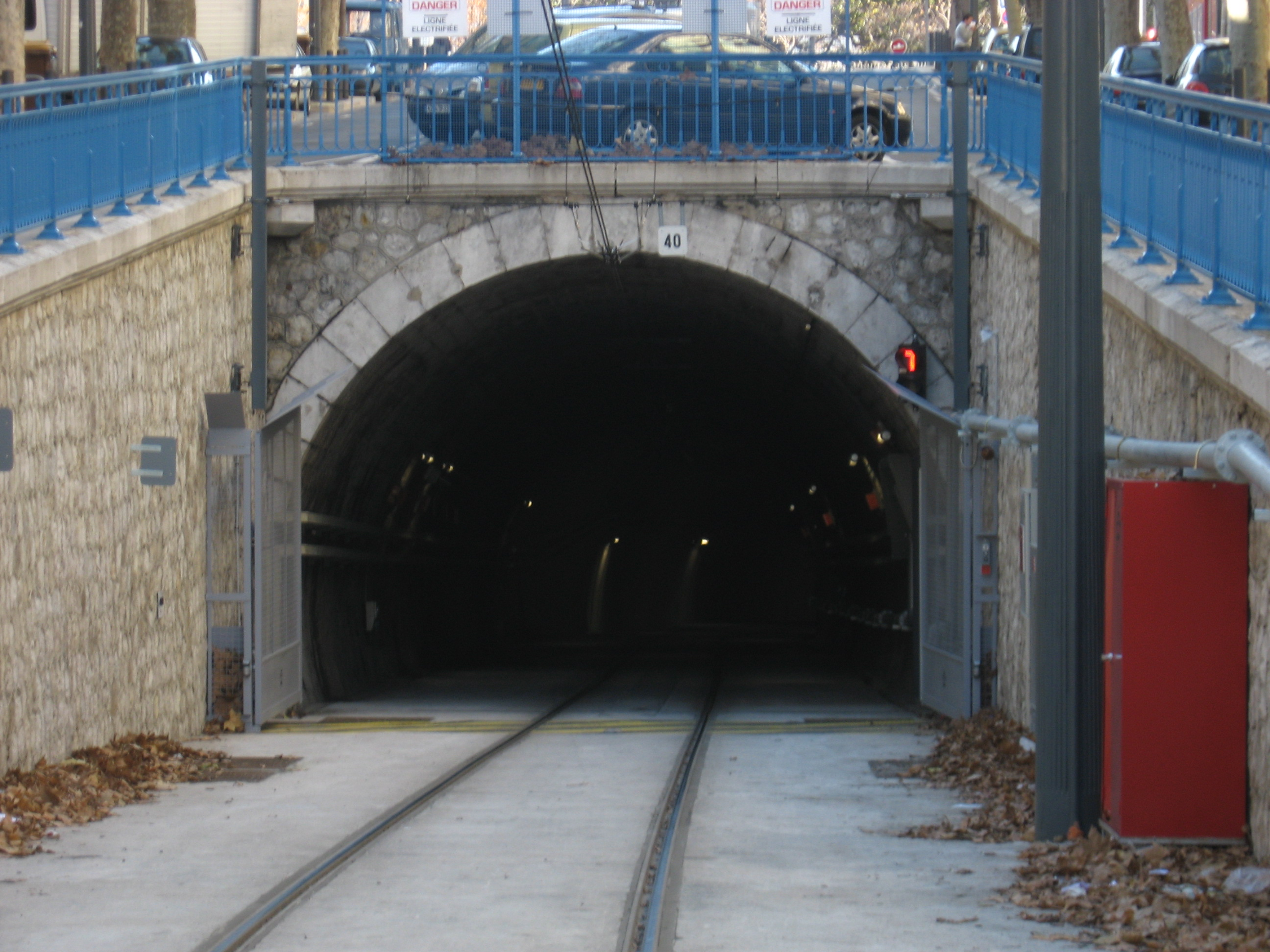
Actuel tunnel Noailles.
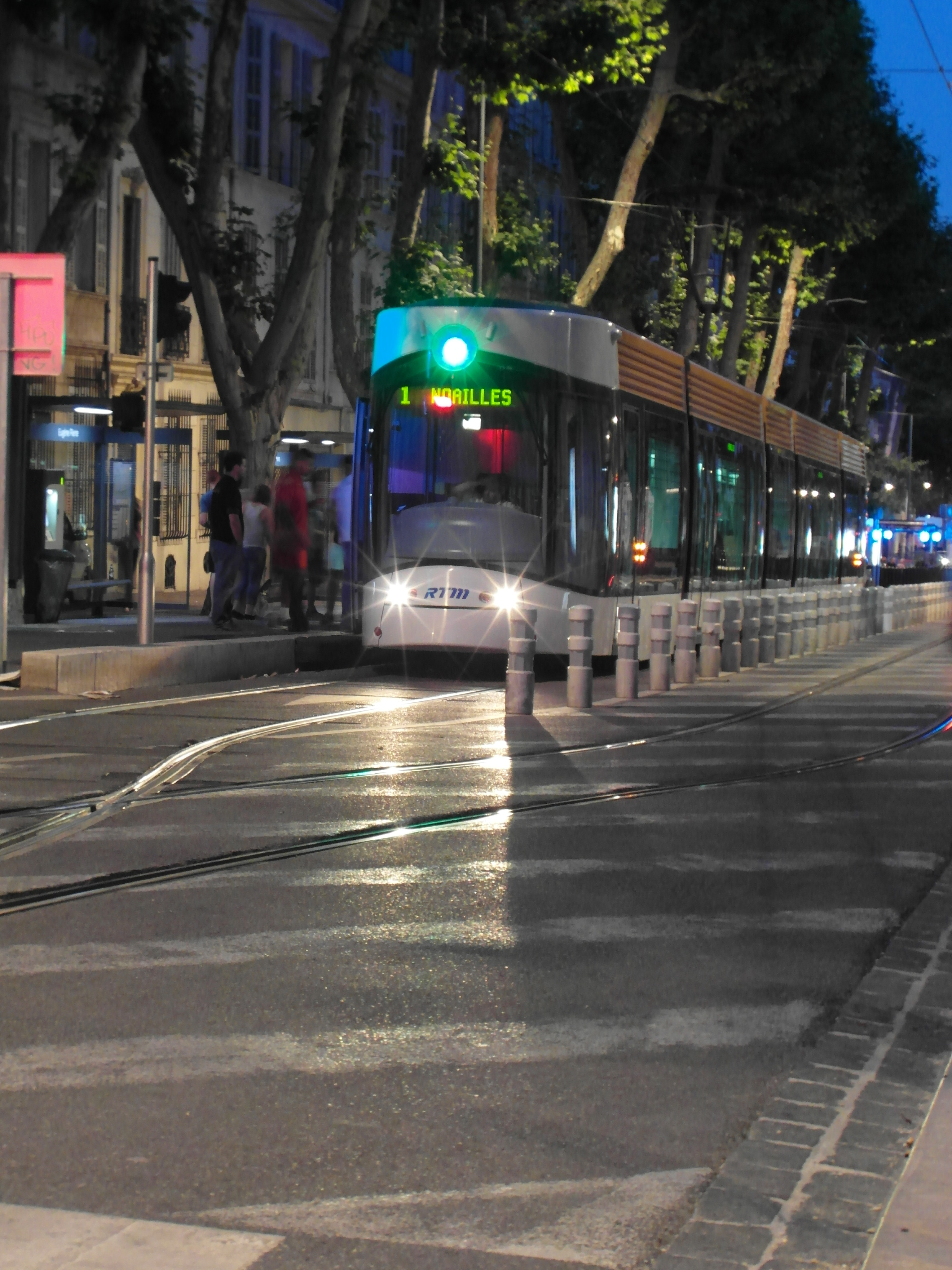
Tramway à la station Eugène Pierre.
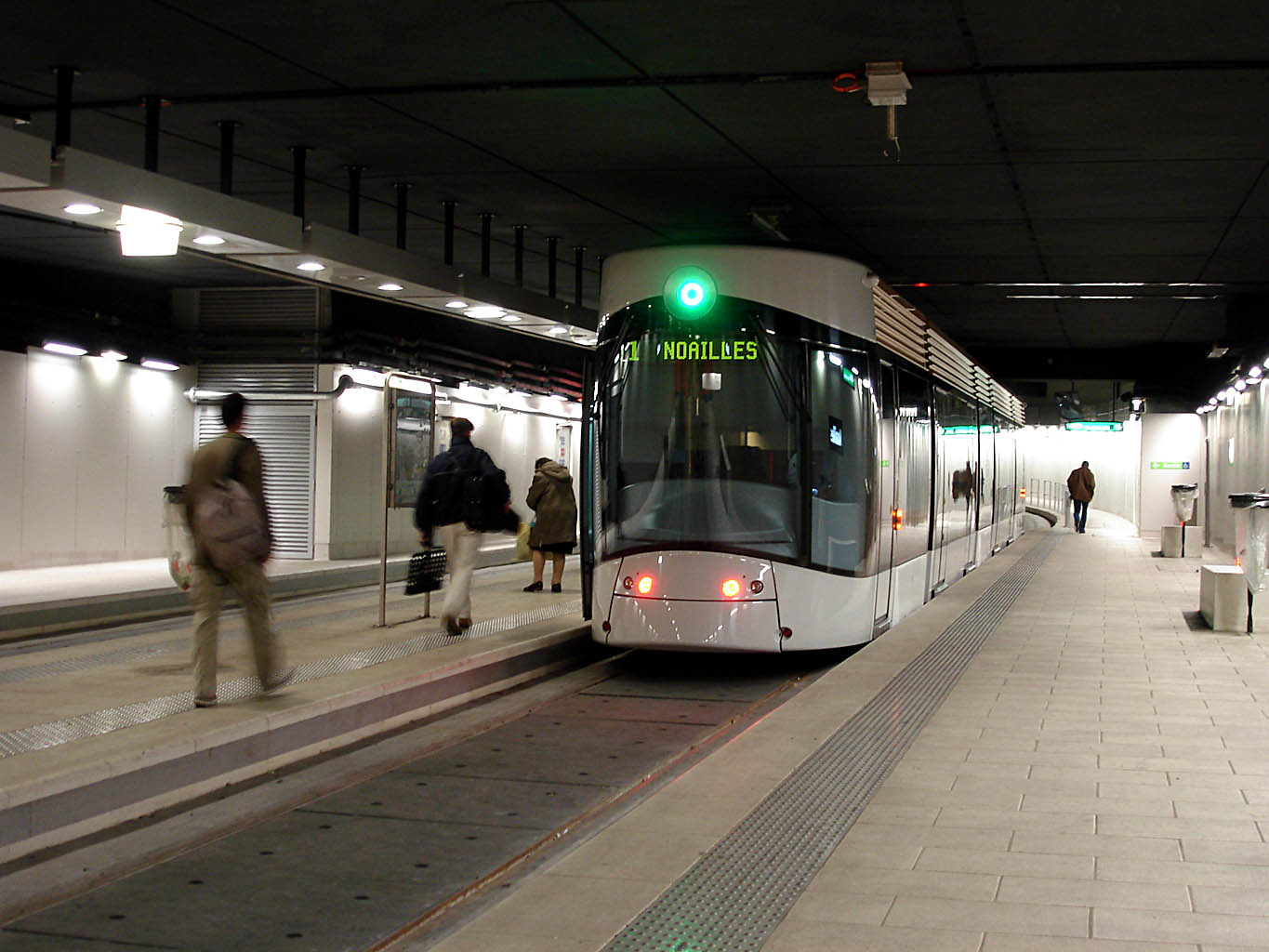
Terminus souterrain de Noailles de la ligne 1 en jonction avec le Métro 2.
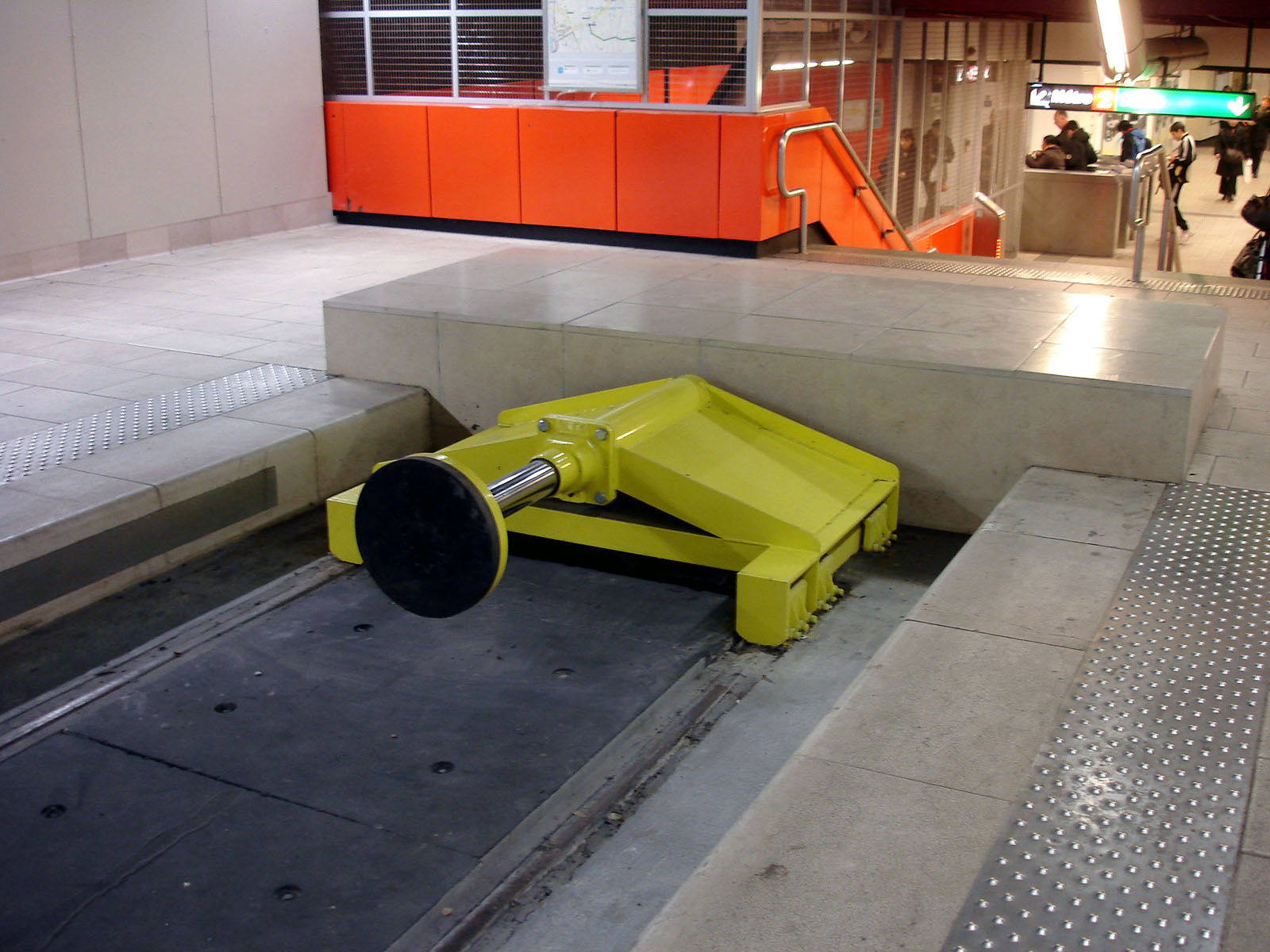
Butoir de fin de ligne à la station Noailles.